# 不信の停止
不信の停止（ふしんのていし）または積極的な不信の停止（英語 willing suspension of disbelief）とは人が作り話を鑑賞するとき、懐疑心を抑制し、それが現実ではないことを忘れ、創作された世界に入り込む様子を指す。
イギリスの哲学者サミュエル・テイラー・コールリッジが確立した概念とされる（初めて着想したのがコールリッジかどうかは不明）。コールリッジは詩についての議論で用いたが、小説のほか演劇にも適用される。ウィルバー・シュラムによれば、娯楽作品においては一般に受け手が懐疑心を一旦無くして作品世界に入り込むという「暗黙の契約 (unwritten contract)」があるが、報知的なコンテンツにはそれがない。
この概念はそれ以降人口に膾炙し、新聞やラジオなどのメディアでも用いられるようになった。
不信の宙づり、不信の休止、不信の念の停止、不信の自発的停止、不信の自発的棚上げ、懐疑の自主的中断、不信の中断とも。

## 意味
提唱者コールリッジはこの表現を、観客は劇の効果を楽しむことと引き換えに非現実的な内容を受け入れると言う意味で使ったと考えられる。Marie-Laure Ryanは不信の停止をごっこ遊びになぞらえ、現実世界とは別の世界を語る作品を現実世界であるかのようにして読者が受け入れることこそが不信の停止であると説明する。

## 語源
サミュエル・テイラー・コールリッジの1817年のBiographia Literariaより： ... my endeavours should be directed to persons and characters supernatural, or at least romantic, yet so as to transfer from our inward nature a human interest and a semblance of truth sufficient to procure for these shadows of imagination that willing suspension of disbelief for the moment, which constitutes poetic faith.
野中美賀子の日本語訳：...私の努力は、超自然的な少なくとも浪漫的な人物に向けられるべきであった。しかしそれも、想像力に生み出されるこれらの幻影に対し、一時的に不信の念を進んで停止させるほどの人間的興味と真実らしさを読者の内面から移すためであり、これが詩的信仰となるのである。

コールリッジの議論は、詩に超自然的または幻想的な人物を登場させる場合、十分な「人間的興味と真実らしさ」をその人物に与えることによって、読者に「一時的に不信の念を進んで停止させる」ことができるというものだった。